# Enrico Ferri
Enrico Ferri (ur. 17 lutego 1942 w La Spezia, zm. 17 grudnia 2020 w Pontremoli) – włoski polityk, prawnik, minister pracy i lider socjaldemokratów, deputowany do Parlamentu Europejskiego I, IV i V kadencji.

## Życiorys
Z wykształcenia prawnik, kształcił się na Università degli Studi di Firenze. Pracował jako dziennikarz, a także wykładowca akademicki. Orzekał jako sędzia, był przewodniczącym i sekretarzem generalnym krajowego stowarzyszenia sędziów. Od 1976 do 1981 zasiadał w Najwyższej Radzie Sądownictwa.
W latach 80. zaangażował się w działalność polityczną w ramach Włoskiej Partii Socjaldemokratycznej. Od kwietnia 1988 do lipca 1989 sprawował urząd ministra robót publicznych w rządzie, na czele którego stał Ciriaco De Mita. W latach 1990–2004 był burmistrzem Pontremoli.
W 1989 i 1994 z ramienia PSDI uzyskiwał mandat posła do Parlamentu Europejskiego. Był członkiem grupy socjalistycznej, przez trzy lata także wiceprzewodniczącym Komisji ds. Instytucjonalnych. W 1993 stanął na czele zanikającej w okresie tzw. Tangentopoli ugrupowania demokratycznych socjalistów jako jej sekretarz generalny. Zrezygnował w połowie lat 90., przechodząc do Centrum Chrześcijańsko-Demokratycznego, którego był wiceprzewodniczącym (1997–1998). Z ramienia Forza Italia w wyborach europejskich w 1999 uzyskał reelekcję na kolejną kadencję. Zasiadał wówczas m.in. w grupie chadeckiej, przez pół kadencji pełnił funkcję wiceprzewodniczącego Komisji Swobód i Praw Obywatelskich, Sprawiedliwości i Spraw Wewnętrznych. W PE zasiadał do 2004.
Następnie do 2006 był zastępcą burmistrza Pontremoli. Kandydował do parlamentu z ramienia Popolari-UDEUR. W okresie rządu Romano Prodiego do 2008 stał na czele biura koordynacji współpracy międzynarodowej (UCAI) przy ministrze sprawiedliwości.